# Poduszka powietrzna

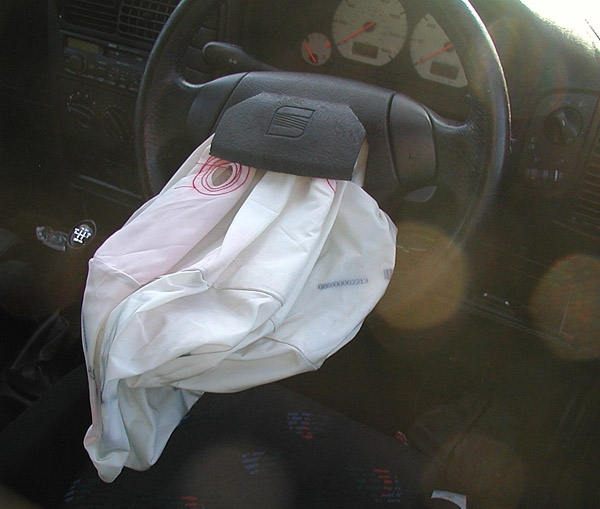
Poduszka powietrzna po zderzeniu

Poduszka powietrzna – samochodowy element pasywnego systemu bezpieczeństwa. Ma na celu zamortyzowanie uderzenia o elementy pojazdu ciała (w szczególności głowy) pasażerów i kierowcy w wypadku zderzenia (czołowego lub bocznego).
Poduszka powietrzna ma trzy podstawowe elementy:
- układ uaktywniający (czujnik piezoelektryczny i cyfrowy układ mikroprocesorowy),
- generator gazu (napełnia poduszkę; zawiera zapalnik i stałe paliwo),
- elastyczny pojemnik (właściwa poduszka wykonana jest z tkaniny nylonowo-bawełnianej lub poliamidowej impregnowanej kauczukiem neoprenowym).

Rozmiary poduszki powietrznej w Europie dla kierowcy to 35–45 dm³, a 60–75 dm³ dla pasażera. 
W 1982 w samochodach marki Mercedes wprowadzono po raz pierwszy na świecie poduszki powietrzne i napinacze pasów bezpieczeństwa jako opcję.
W USA od 1989 istnieje obowiązek stosowania pasów bezpieczeństwa lub poduszek powietrznych, natomiast w 1998 wprowadzono obowiązek instalacji dwóch poduszek powietrznych w każdym samochodzie. W Europie dobre wyniki w testach zderzeniowych otrzymują tylko samochody z poduszkami powietrznymi i pasami bezpieczeństwa używanymi zawsze razem.
Poduszka powietrzna to specjalnie ukształtowany worek napełniany gazem wystrzelanym pirotechnicznie podczas zderzenia. Wybuch poduszki inicjowany jest czujnikami (zwykle bezwładnościowymi) rozmieszczonymi w różnych miejscach pojazdu. Zadaniem czujników jest rozpoznanie siły i kierunku zderzenia, a w konsekwencji aktywacja odpowiednich poduszek. Poduszka otwiera się kilka tysięcznych części sekundy po rozpoczęciu zderzenia. Uderzające w poduszkę ciało pasażera wypycha z niej gaz (najczęściej azot, rzadziej dwutlenek węgla), który ucieka przez boczne otwory. Zapewnia to właściwą amortyzację oraz zapobiega ewentualnemu uduszeniu poszkodowanego, który stracił przytomność oraz przede wszystkim po to, by kierowca bądź pasażer nie uderzyli w twardą, napełnioną w pełni poduszkę, dlatego konieczne jest zapinanie pasów celem zwiększenia opóźnienia uderzenia głowy osób z kabiny w poduszki powietrzne.
Poduszki powietrzne kierowcy i pasażera są już niemal standardowym wyposażeniem instalowanym w większości samochodów. Poduszki boczne i kurtynowe stają się standardem w samochodach średniej klasy. Pasażerów siedzących na tylnej kanapie zwykle chronią poduszki boczne zamontowane w tylnych oparciach bądź drzwiach oraz poduszki kurtynowe zamontowane w słupkach dachowych. Jest to wyposażenie dodatkowe nawet w samochodach wyższych klas. Nie montuje się poduszek czołowych dla pasażerów tylnych foteli, choć przez moment firma Brabus w jednym ze swych modeli opartych na Mercedesie W140 montowała deskę pomiędzy przednimi a tylnymi fotelami zbliżoną kształtem do deski rozdzielczej tego Mercedesa wraz z dwiema poduszkami czołowymi. Jednak z racji licznych problemów i ograniczeń liczby pasażerów tylnej kanapy do dwóch zrezygnowano z tego rozwiązania.

## Boczna poduszka powietrzna
Boczna poduszka powietrzna to poduszka powietrzna umieszczona najczęściej w bocznej zewnętrznej krawędzi fotela lub w okładzinie drzwi. Jej zadaniem jest amortyzacja ciała pasażera w wypadku zderzenia bocznego.

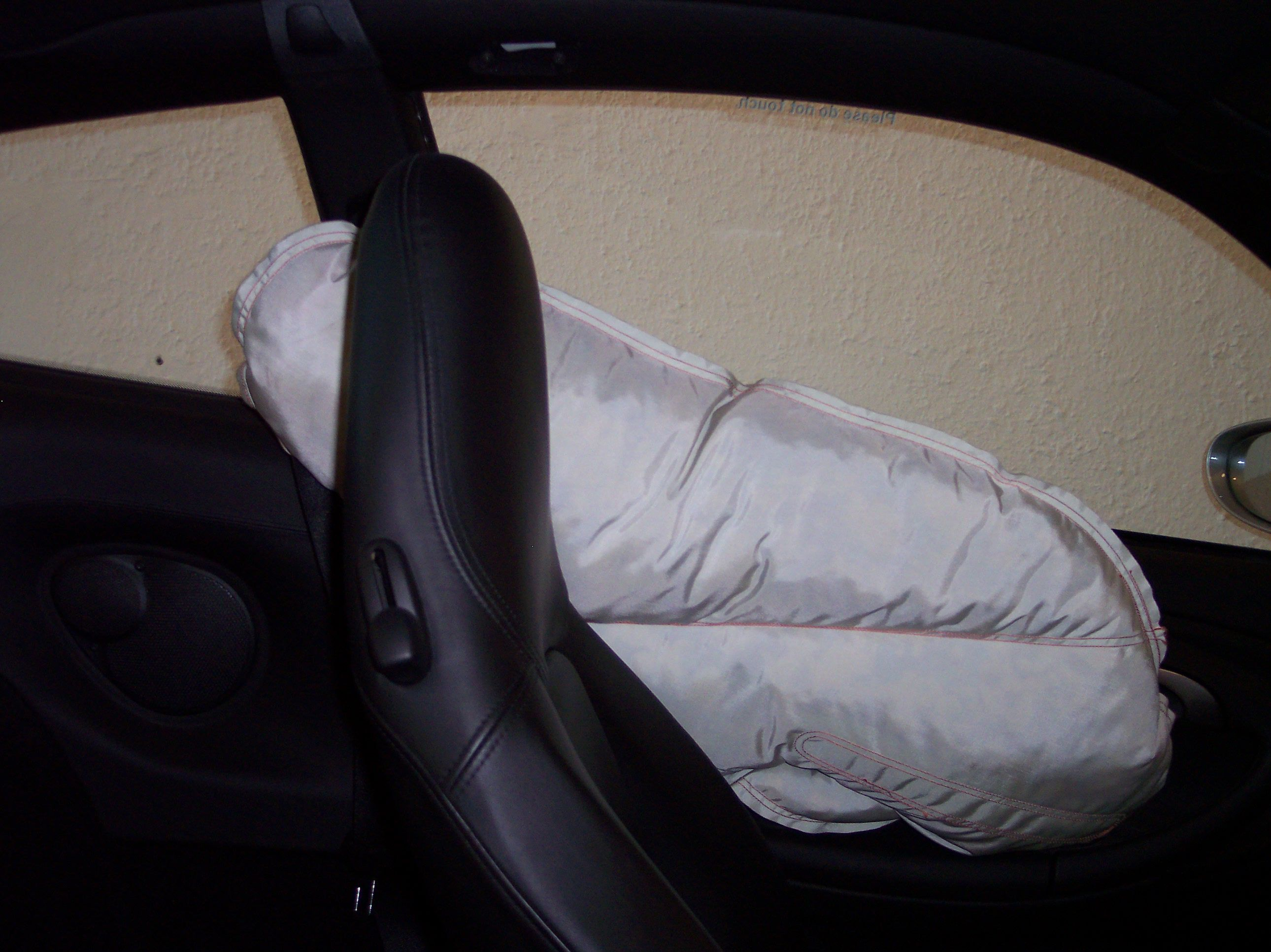
Poduszka boczna – Porsche 911 Carrera

Pojemność poduszki bocznej wynosi ok. 12–15 dm³. Z uwagi na niewielką odległość fotela (a tym samym kierowcy lub pasażera) od ściany bocznej pojazdu, czas jej zadziałania (od momentu uderzenia do jej całkowitego napełnienia) wynosi od 5 do 10 ms; poduszka powietrzna kierowcy i pasażera potrzebuje na to ok. 50–55 ms.
Boczna poduszka powietrzna jest wyposażeniem dodatkowym w autach średniej klasy. W wyższych klasach jest standardem.

## Kurtyna powietrzna
Kurtyna powietrzna to dodatkowa poduszka powietrzna wystrzeliwana z krawędzi dachu samochodu. Osłania ona głowę i twarz pasażera podczas zderzenia bocznego oraz dachowania. 

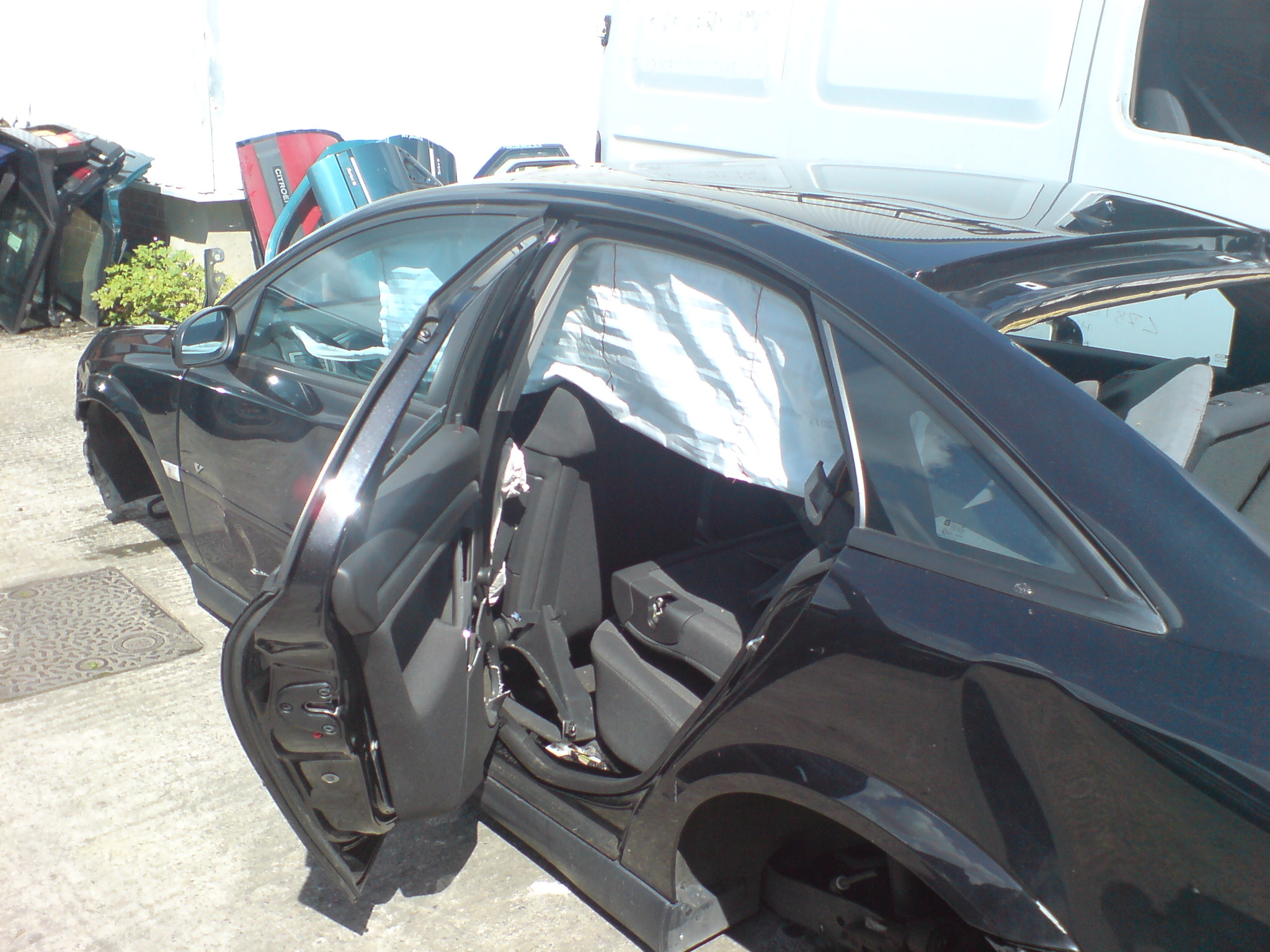
Kurtyna boczna po wystrzeleniu

Kurtyny powietrzne są uruchamiane jednocześnie z poduszkami bocznymi. Wyróżnia się dwa sposoby ich rozwiązania technicznego.
1. ITS – Inflatable Tubular Structure (Kurtyny tego typu są mocowane jednym końcem – wraz z wytwornicą gazu – z przednim słupkiem, drugim zaś na połączeniu tylnego słupka i dachu); po napełnieniu gaz nie ma prawa się ulatniać.
2. Kurtyna rozciąga się wzdłuż obu bocznych szyb lub od przedniego do środkowego słupka; schowana jest ona wzdłuż krawędzi dachu. Gaz ulatnia się z niej stopniowo.

## Poduszka powietrzna „kolanowa”
Poduszka powietrzna kolanowa to poduszka montowana pod kolumną kierowniczą, lub również naprzeciw pasażera, a jej zadaniem jest ochrona, w sposób bezpośredni, kolan kierowcy w trakcie zderzenia czołowego. W sposób pośredni poduszka kolanowa chroni cały tułów poprzez ustalenie odpowiedniej pozycji bioder kierowcy lub pasażera w czasie zderzenia. Są również projektowane poduszki zespolone z poduszką czołową pasażera chroniąca kolana pasażera przed skutkami zderzenia.

## Poduszka powietrzna chroniąca stopy kierowcy
Po raz pierwszy takie rozwiązanie zastosowała bawarska firma Passive Rueckhaltsysteme (część koncernu Siemens); podobne rozwiązanie zaproponowała szwedzka firma Autoliv.
Taka poduszka (pojemność ok. 10 dm³) umieszczona jest w pojemniku pod podłogą; w momencie zderzenia uruchamiana jest ona za pomocą sygnału wysyłanego z czujników innych poduszek powietrznych.

## Poduszka powietrzna środkowego pasażera tylnej kanapy
Poduszka powietrzna środkowego pasażera tylnej kanapy to poduszka
powietrzna ukryta w kapsule mieszczącej się na biodrowym pasie bezpieczeństwa środkowego pasażera. Środkowy pasażer nie jest tak bardzo narażony na uderzenie głową, gdyż przed nim jest przestrzeń pomiędzy przednimi fotelami, ale ponieważ środkowy pasażer nie posiada zwykle barkowego pasa bezpieczeństwa, kręgosłup tego pasażera narażony jest na inne równie niebezpieczne przeciążenia. Specjalny wydłużony kształt poduszki sprawia, iż niemal cała górna część ciała tego pasażera w chwili zderzenia opiera się o poduszkę. To rozwiązanie jest dopiero w fazie testów.

## Negatywne skutki działania poduszek powietrznych
Niewątpliwie poduszki powietrzne zmniejszają ryzyko poważnych uszkodzeń ciała, jednak wiążą się z nimi pewne zagrożenia. Możliwe jest poważne uszkodzenie gałki ocznej (często rogówki) w wyniku zderzenia twarzy z poduszką powietrzną. Występujący w momencie wybuchu huk może również powodować uszkodzenia słuchu. Hałas wybuchu zmienia się w zależności od typu poduszki powietrznej i może wynieść ponad 160 dB SPL.

## Kurtka i kamizelka z poduszkami powietrznymi dla motocyklistów
Zintegrowany z kurtką system poduszek powietrznych, do którego należy sznur aktywujący i nabój wypełniony sprężoną substancją gazową, otworzył nowy wymiar bezpieczeństwa motocyklistów. Elastyczny sznur pozwala przypiąć ciało do pojazdu. Drugi koniec sznura łączy się ze znajdującym się w ubraniu mechanizmem otwierającym nabój wypełniony gazem CO2. W czasie upadku czy zderzenia ciało oddalającego się od motoru motocyklisty pociąga kabel mocujący, przez co otwiera nabój i w ten sposób system poduszek powietrznych nadmuchuje się automatycznie w ciągu 0,1-0,3 sekundy. Kurtka z poduszką powietrzną w dużej mierze tłumi uderzenia obejmujące górne części ciała, przez co skutecznie chroni kręgosłup, szyję, żebra, obojczyk i kość ogonową.
Kurtka i kamizelka z poduszkami powietrznymi dla motocyklistów i jeźdźców to wynalazek Węgra Strauba Tamása, powstały w 1976 roku.